# Radovlja
Radovlja – wieś w Słowenii, w gminie Šmarješke Toplice. W 2018 roku liczyła 182 mieszkańców.